# Джек из Тени
«Джек из Тени» (англ. Jack of Shadows) — роман американского фантаста Роджера Джозефа Желязны в жанре научного фэнтези. Название книги является игрой слов, которую можно перевести как «Валет Теней». Кроме того, по словам Желязны, в названии он скрыто выразил почтение Джеку Вэнсу. «Джек из Тени» был номинирован на престижные премии Хьюго и Локус за 1972 год.

## Поджанр
Поджанр этого произведения трудно определим из-за особенностей авторского стиля. В «Джек из Тени» есть элементы как городского фэнтези, так и эпического. Также присутствуют элементы научной фантастики.

## Сюжет
Действие романа происходит на планете Твилайт, которая всё время обращена одной стороной к солнцу Эвридей (Everyday). При этом точка, обращенная к солнцу, называется Восточным полюсом, а противоположная, соответственно, Западным. На дневной стороне преобладают силы науки и технологии, она защищена от перегрева и иссушения огромными энергетическими экранами. На ночной стороне царствует магия, с помощью которой поддерживается колдовской Щит, защищающий Тёмную страну от космического холода.
Главным героем романа является самый искусный вор на тёмной стороне планеты Джек-из-Тени (в переводе «Эксмо»), который является не просто лучшим вором, а одним из избранных, владеющих силой, а также являющихся бессмертными (их можно убить, но они возрождаются через некоторое время). Одной из обязанностей Избранных является поддержание стабильного положения планеты. Сила большинства Избранных сосредоточена в одном определённом месте, как правило, их Твердыне. Джек же является полноправным Властелином Теней: если где-то имеется тень, то он может в ней исчезнуть и быстро переместиться в любое другое место, где есть тень. Естественными врагами Джека является свет или тьма в чистом виде, которых он пытается не встречать на своём пути, так как полностью в них беспомощен. У Джека напряжённые отношения с Бароном, Властителем пограничного места, где возрождаются бессмертные, и где Джек-из-Тени часто оказывается по независящим от него причинам.
Главным врагом Джека и тем, с кем он будет бороться на протяжении всего романа, будет Повелитель Нетопырей, очень сильный бессмертный, Твердыню которого главный герой не прочь был бы получить в своё владение. Джек отправляется на Адские Игры за одной вещью, которая поможет получить ему сердце той, которую он любит, но которой никогда безраздельно владеть не сможет.

## Персонажи
- Джек-из-Тени — главный герой романа, гениальный вор, владеющий силой повелевать тенями.
- Айвен — возлюбленная главного героя, ставшая женой Повелителя Нетопырей. Дочь Бессмертного Полководца и смертной женщины. Айвен не подвержена старости, но в то же время обладает душой и в случае смерти не способна возрождаться, как лорды Тьмы.
- Повелитель Нетопырей — могущественный бессмертный и враг Джека, чьим символом являются летучие мыши, которых он использует в своей магии. Создатель уродливого Борчина. Его твердыня Хай-Даджен.
- Бессмертный Полководец (позже стал известен как Полководец-ни-разу-не-принявший-смерть-от-чужой-руки) — властительный человек царства Тьмы, отец Айвен, заказавший Джеку Пламень Ада в обмен на руку дочери.
- Розали — бывшая любовница Джека, ведунья, работала на Барона. Дала Джеку его камень души.
- Борчин — результат экспериментов Повелителя Нетопырей в области создания жизни. Не совсем живое, после смерти это существо способно возрождаться, как лорды Тьмы. Обладает хитростью, физической силой и двумя чувствами — страхом перед Повелителем Нетопырей и ненавистью к Джеку. Перемещается с помощью магии, не до конца понятной даже своему создателю. Оказался способен настигнуть Джека даже на дневной стороне, где не действуют никакие чары.
- Квазар — слуга Повелителя Нетопырей, лейтенант его стражи, серокожий гермафродит огромного роста и силы, обладатель тонкого и мелодичного, как флейта, голоса. Чемпион Адских Игрищ.
- Смейдж — слуга Повелителя Нетопырей, сержант стражи и телохранитель Повелителя.
- Барон Дрейкхем — владелец земель вокруг Навозных Ям Глива, где возрождаются Люди Тьмы. За проход по своим владениям заставляет служить ему несколько лет. Конфликтует с Повелителем Нетопырей из-за точного расположения границы их владений.
- Бенони — Распорядитель Адских Игрищ, из опасений, что Пламень Ада будет похищен, отдал приказ казнить Джека.
- Утренняя Звезда — проклятый бог, был заточён другими богами в горе Паникус, до тех пор пока не увидит солнце (из-за космологии этого мира, фактически навечно). Выглядит как могучая фигура, с крыльями, рогами и чертами лица, полными благородства, торчащая наполовину из скалы. Обладает удивительной способностью к ясновидению и предсказаниям — ему известно прошлое, настоящее и будущее почти всех живых существ. Он, однако, не может видеть собственную судьбу и все, что с ней связано. Единственный друг Джека, и знаменитый вор всякий раз, когда идёт по тропе рядом с Паникусом, приносит другу вина. По всей видимости, он проклят, но кем и за что, в тексте не указано. Джек выдвигает версию, что на Утреннюю Звезду наложили заклятье боги, «потому что никто другой с этим бы не справился». В конце романа, когда планета начинает вращаться, Утренняя Звезда видит рассвет и освобождается.

## Локации
- Мир Тьмы — половина мира, покрытая вечной ночью. Это царство магии, где люди имеют несколько жизней и способны колдовать. Эту часть мира от замерзания защищает Щит, по некоторым версиям — волшебный артефакт, по другим — имеется в виду Луна (так как после смещения Щит стал вращаться над планетой), у которого, по Договору, должны попеременно нести службу все владеющие Силой, следя за его целостностью. В центре Мира Тьмы, на его Западном полюсе, расположены зловонные Навозные Ямы Глива — места, где после нескольких лет небытия возрождаются убитые бессмертные.
- Страна Света — половина Твилайта, в которой всегда день. Здесь процветает наука. У людей светлой половины только одна жизнь, ограниченная временем, но зато они имеют душу. Жителей этих земель защищают от испепеления солнцем защитные экраны.
- Сумеречные Земли — та часть планеты, где царят сумерки, и на востоке застыл Эвердон — Вечный Восход, а на западе всегда виднеется непроглядная тьма, «…где процветают науки, колдовство слабеет». Именно тут находится Иглес — город, в котором традиционно проводятся знаменитые Адские Игры, откуда начинается повествование книги.
- Недра Твилайта — центр планеты, жители дневной половины видят там раскалённое царство огненных духов, люди Тьмы — Великую Машину, невероятно сложный механизм.
- Шедоу-Гард — Замок Теней, о котором рассказывал Джек, очаровывая девушек. Существуя поначалу лишь в воображении Джека, он стал реальностью, после захвата Хай-Даджена, бывшего замка Повелителя Нетопырей.

## Предметы
- Адский Пламень — приз Адских Игрищ, цена руки леди Айвен, установленная её отцом, Бессмертным Полководцем. Из-за неудачной попытки украсть эту реликвию в начале романа Джек-из-Тени и был в очередной раз казнён. Был завоёван Квазаром, помощником Повелителя Нетопырей. Представляет собой узкий сосуд из перевитых язычков пламени, удерживающих на кончиках рубин размером с кулак.
- Кристалл Повелителя Нетопырей — магический драгоценный камень, внутри которого Повелителем Нетопырей был заточён Джек. Враг легендарного вора хотел, чтобы Джек-из-тени сошёл с ума от одиночества и однообразности.
- Камень Душ — у людей Царства Тьмы нет душ в обычном смысле, но когда они возвращаются в Ямы Глива, у каждого в руке есть камень яйцевидной формы, в котором заключена душа человека Тьмы. Но все возвратившиеся выкидывают эти камни.
- Кольвиния — Потерянный Ключ, являющийся заклинанием, которое открывает перед обладателем огромную силу, почти всемогущество. Была найдена Джеком с помощью «Машин, думающих как люди, но быстрее» с Дневной стороны, но была потеряна навсегда после разрушения существующего на тот момент мироустройства.

## Интересные факты
- Имя Утренней Звезды имеет то же значение, что и имя коня Джулиана в Хрониках Амбера — Моргенштерна, и является аллюзией на Люцифера, чьим именем первоначально называли в античности Венеру — «утреннюю звезду».
- Финал романа остаётся открытым.
- Ученые со светлой стороны и люди тьмы видят мир по-разному. Например, ученые верят, что в центре планеты находится её раскаленное ядро, а люди тьмы точно знают, что там расположена Великая Машина. По мнению Утренней Звезды, все зависит от точки зрения и обе стороны правы, хотя и не понимают истины.

## Связанные произведения
Несмотря на многочисленные просьбы фанатов написать продолжение, Желязны отказался, сказав, что любит такие незавершённые концы. Но он написал несколько произведений-приквелов: рассказ «Shadowjack» и «Shadowland», сценарий к запланированному анимационному фильму, рассказывающему о происхождении мира Джека.

## Схожесть
- У Роберта Джордана в «Колесе Времени» имеется песня с Джеком-из-Теней о войне и смерти.
- У А. Пехова в «Хрониках Сиалы» имеется сюжетная линия исторического персонажа Джека из тени, красной нитью проходящая через всю трилогию.
- В русском переводе игр Fable и Fable The Lost Chapters антагониста главного героя зовут Джек-из-Тени, хотя это не верный перевод. В оригинале имя звучит как Jack of Blades.
- В 2010 году на основе романа была создана браузерная игра "Мир Теней".